# Absyrtus (veterinární lékař)

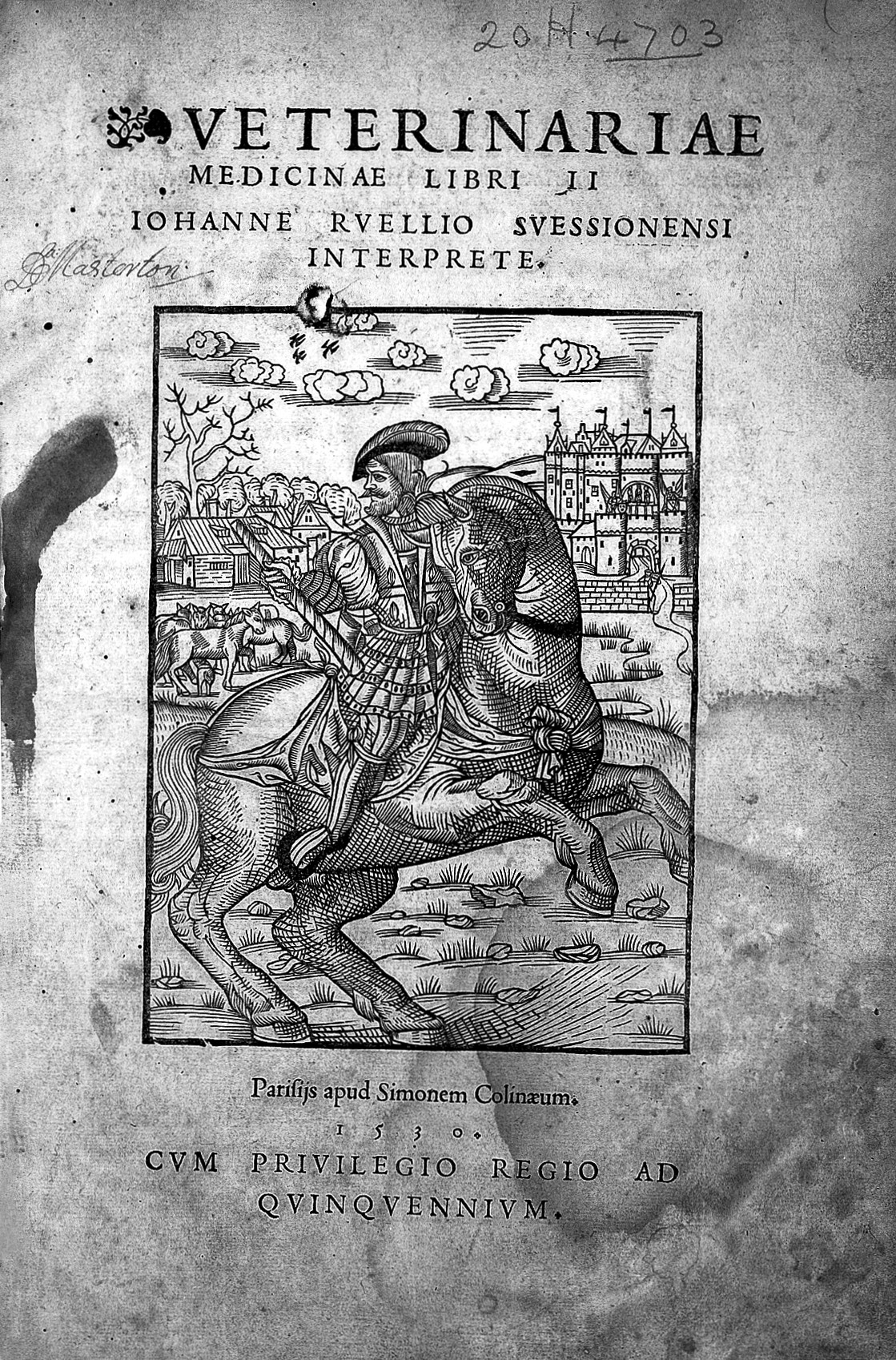
Veterinariae Medicinae, vydané Jeanem Ruelem, obsahující díla Apsyrtova.

Absyrtus, nebo také Apsyrtus, byl starověký řecký veterinární lékař.

## Dějiny
Absyrtus je považován za nejvýznamnějšího veterinárního lékaře starověku, jelikož se dochovalo množství jeho děl. Podle Suda a Eudokia Makrembolitissa se narodil buď v Pruse nebo Nicomedii v Bithýnii (dnešní Turecko). Je o něm známo, že sloužil pod „Constantinem“ při jeho vojenském tažení na Dunaji. Mělo by jít o Konstantina Velikého (a rok 322), ale podle jiných interpretací se jednalo až o Konstantina IV. (a rok 671).
Jeho spisy lze nalézt v Veterinariae Medicinae Libri Duo, poprvé vydaném v latině Jeanem Ruelem a poté v řečtině Simonem Grynaeem. Christian Konrad Sprengel publikoval malou práci s názvem Programma de Apsyrto Bithynio.